# Turbo B
Turbo B, de son vrai nom Durron Maurice Butler, né le 30 avril 1967 à Pittsburgh, en Pennsylvanie, est un rappeur américain.

## Biographie
Butler est né le 30 avril 1967 à Pittsburgh en Pennsylvanie.
En 1990, alors qu'il travaillait dans le Monte Carlo, une boîte de nuit de Wiesbaden, il y rencontre le membre du groupe de musique électronique allemand Snap!. La même année, ils enregistrent le célèbre titre The Power, paru sur l'album World Power, sur lequel Turbo B chante, qui devient un succès mondial et classé premier dans de nombreux pays et reste le tube qui le fait connaître d'un public beaucoup plus large. Après son service dans l'armée, il part aux États-Unis, puis revient en Allemagne pour se lancer une tournée aux côtés des Fat Boys. Une parole de la chanson Rhythm Is a Dancer de Snap!, « I'm serious as cancer when I say rhythm is a dancer! », est classée dans le top 50 des pires paroles de tous les temps par le New Musical Express. En 1991, il quitte Snap! en raison de désaccords, avant de les rejoindre à nouveau en l'an 2000 pour ressusciter le projet pour un temps. Entre-temps, il participe à la courte aventure Centory.
Butler ne publiera plus rien en solo jusqu'en 2005, à la publication de son single New Day au label Holy Chaos Recordings.